# Хэрсир
Хэ́рсир или Лендрман (др.-сканд. hærsiʀ или hersir, нем. herse) — древненорвежский наследуемый дворянский титул. Имел хождение лишь на западном побережье Норвегии. Гражданский и военный статус и функции остаются до конца не ясными.
Позднее был вытеснен понятием Лендманн (др.-сканд. lendrmaðr), а еще позже заменен термином сюслуман (др.-сканд. syslumaðr).

## Этимология
Этимология слова достоверно не ясна. Один из вариантов предполагает происхождение этого слова от прагерм. *harisja — вместе и означает главнокомандующего армией. Этой версии придерживается, например, М. И. Стеблин-Каменский, но выводя это определение от более позднего слова др.-сканд. herr (более ранний вариант herjar) в родительном падеже hers, что значит войско, множество, а хэрсир, соответственно, вождь этого войска.
Другой вариант расшифровки слова предполагает выведение его от понятия др.-сканд. härad или herred — название единицы военно-административного деления. В этом варианте этимология хэрсира совпадёт с этимологией более поздних его сабститутов — лендрман и сюслуман, образованных соответственно от понятий земля, область и сюсла (др.-сканд. sýsla), соединённых со словом человек.

## Кеннинги
В кеннингах ярлов, хэрсиров и хирдманов (др.-сканд. hirðmenn) называют «друзьями, собеседниками или сотрапезниками конунга» (др.-сканд. konungs rúnar eða málar eða sessar).
Также Снорри Стурлусон считает уместным использовать те же кеннинги, что и для конунга: раздаватель золота (др.-сканд. gullbrjóta), щедрый на сокровища (др.-сканд. auðmildinga), знаменосец (др.-сканд. merkismenn), предводитель народа (др.-сканд. fólksstjóra) и вождь войска и битвы (др.-сканд. oddvita liðsins eða orrostu).

## Социальное положение
Остаётся неясным, какие функции исполнял хэрсир. В прямой зависимости от выбора этимологии это был либо военный вождь во главе войска, либо племенной князь с вытекающими отсюда военными, законодательными, судебными и жреческими функциями. Вероятно, аналогично хёвдингу, одновременно являлся политическим, военным и религиозным лидером той области, которой принадлежал.
Хотя военное значение хэрсира и неясно и он мог вести за собой целую армию, тот факт, что титул получил распространение лишь на западном побережье Норвегии, может свидетельствовать о его тесной связи с викингскими рейдами. Позже, с закатом эпохи рейдов, произошла смена элиты. Основу нового правящего класса составила богатая фермерская аристократия, а центр власти сместился в сторону крупных землевладельцев. Этот процесс наиболее ярко происходил в Трёнделаге и на востоке страны. В своем стремлении покорить Норвегию Олаф II также опирался на поддержку богатых землевладельцев. Так, начиная с XI века, термин хэрсир постепенно стал замещаться термином лендрман (др.-сканд. lendrmaðr) — командующий флотилий округа, со сменой термина «округ» переименованный в сюслуман (др.-сканд. syslumaðr).
Положение хэрсиров в поздний период описывает Снорри Стурлусон в «Языке поэзии»:
А в каждой земле есть много областей, и конунги обычно ставят над этими областями правителей, вверяя им столько областей, сколько находят нужным. Эти правители зовутся по-датски херсирами или лендрманнами, в Стране Саксов — графами, а в Англии — баронами. Во вверенных им землях они должны быть справедливыми судьями и справедливыми защитниками. Если конунг далеко, перед ними во время битвы следует нести знамя, и они тогда считаются военачальниками наряду с конунгами и ярлами.
Оригинальный текст (др.-исл.)En í einu landi eru mörg heruð, ok er þat háttr konunga at setja þar réttara yfir svá mörg heruð sem hann gefr til valds, ok heita þeir hersar eða lendir menn í danskri tungu, en greifar í Saxlandi, en barúnar í Englandi. Þeir skulu ok vera réttir dómarar ok réttir landvarnarmenn yfir því ríki, er þeim er fengit til stjórnar. Ef eigi er konungr nær, þá skal fyrir þeim merki bera í orrostum, ok eru þeir þá jafnréttir herstjórar sem konungar eða jarlar.
— Язык поэзии, Снорри Стурлусон.
Основным оружием хэрсиров был меч викингов с рукоятью «типа H» по типологии Яна Петерсена. Лезвие классифицируется как тип 3 по типологии Альфреда Гейбига, который определяется умеренным сужением по ширине и более полным сужением по ширине к острию. Тип можно датировать периодом от второй половины VIII до второй половины X века. Меч призван символизировать силу и авторитет, а также хладнокровную уравновешенность.